# Plurinazionalismo

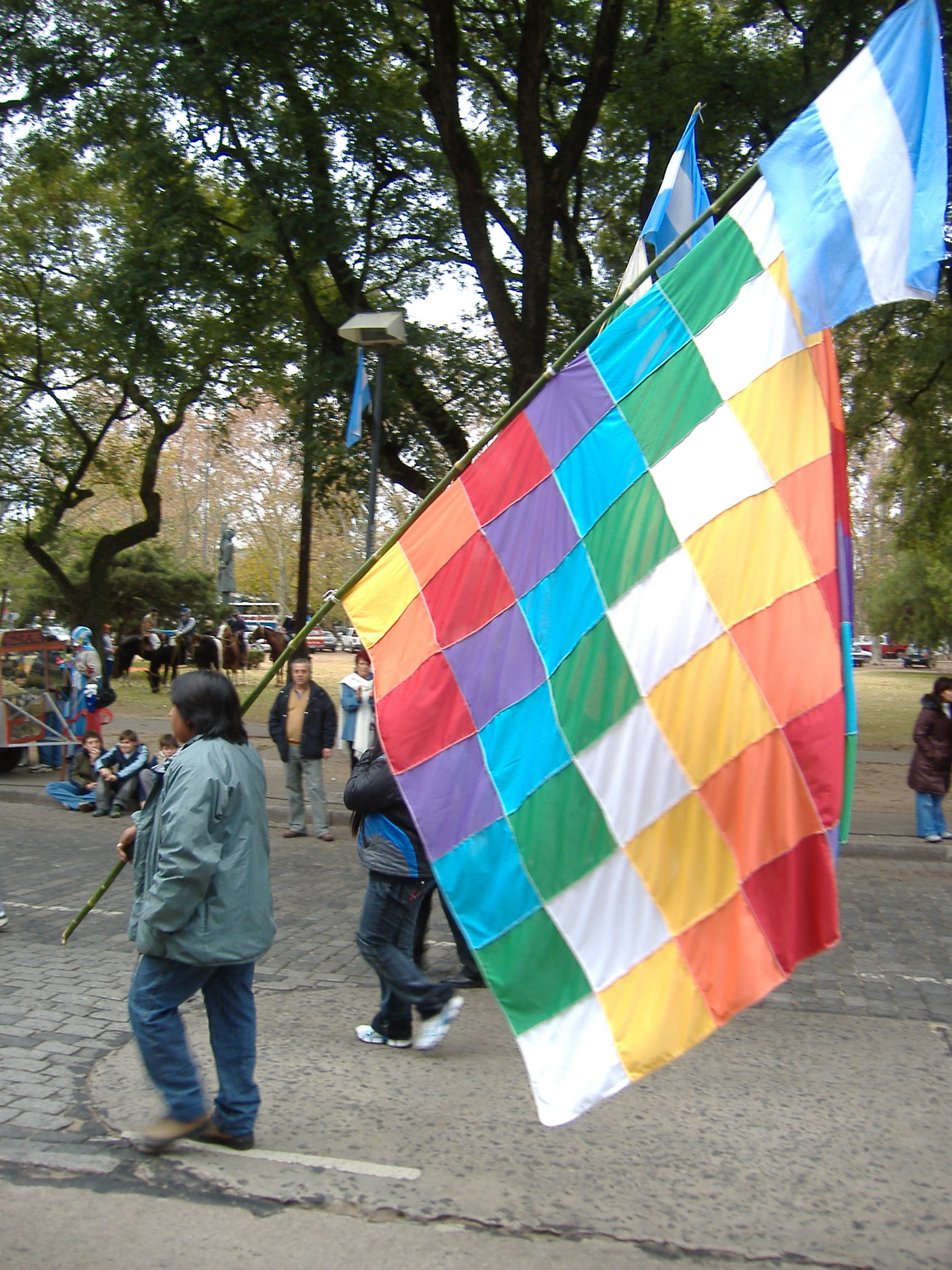
Un indigeno andino sfila con la bandiera Wiphala, simbolo dei nativi delle Ande, da cui nacque il concetto di plurinazionalismo.

Per plurinazionalismo si intende la coesistenza di due o più gruppi nazionali legalmente riconosciuti all'interno di un unico sistema politico. Uno stato plurinazionale è uno stato che non si limita a riconoscere delle minoranze etniche in rapporto a un'etnia maggioritaria, bensì prevede la coesistenza di diverse nazioni, spesso perché le etnie sono numerose e non ve ne è una sufficientemente consistente che possa identificarsi come l'etnia maggioritaria.
Il concetto di plurinazionalismo ha origine nel movimento politico indigeno in Bolivia, dove se ne sentì parlare per la prima volta all'inizio degli anni '80.

## Stati plurinazionali
Attualmente gli stati  costituzionalmente definiti come "stati plurinazionali" sono:
- Bolivia
- Ecuador

## Tentativi di plurinazionalismo
In Cile il plurinazionalismo è stato oggetto di dibattito in occasione del tentativo di riforma costituzionale attuato nel 2022. La proposta è stata respinta in occasione del plebiscito dello stesso anno.
In Spagna alcuni movimenti autonomisti locali e la piattaforma Sumar sostengono la trasformazione della Spagna in uno stato plurinazionale.